# Abadía territorial de Monte Oliveto Maggiore
La abadía territorial de Monte Oliveto Maggiore (en latín: Abbatia Territorialis Sanctae Mariae Montis Oliveti Maioris y en italiano: Abbazia territoriale di Monte Oliveto Maggiore) es una circunscripción eclesiástica de la Iglesia católica en Italia. Se trata de una abadía territorial latina inmediatamente sujeta a la Santa Sede. Desde el 21 de octubre de 2010 su abad es el presbítero Diego Gualtiero Rosa, de la Congregación Olivetana.

## Territorio y organización

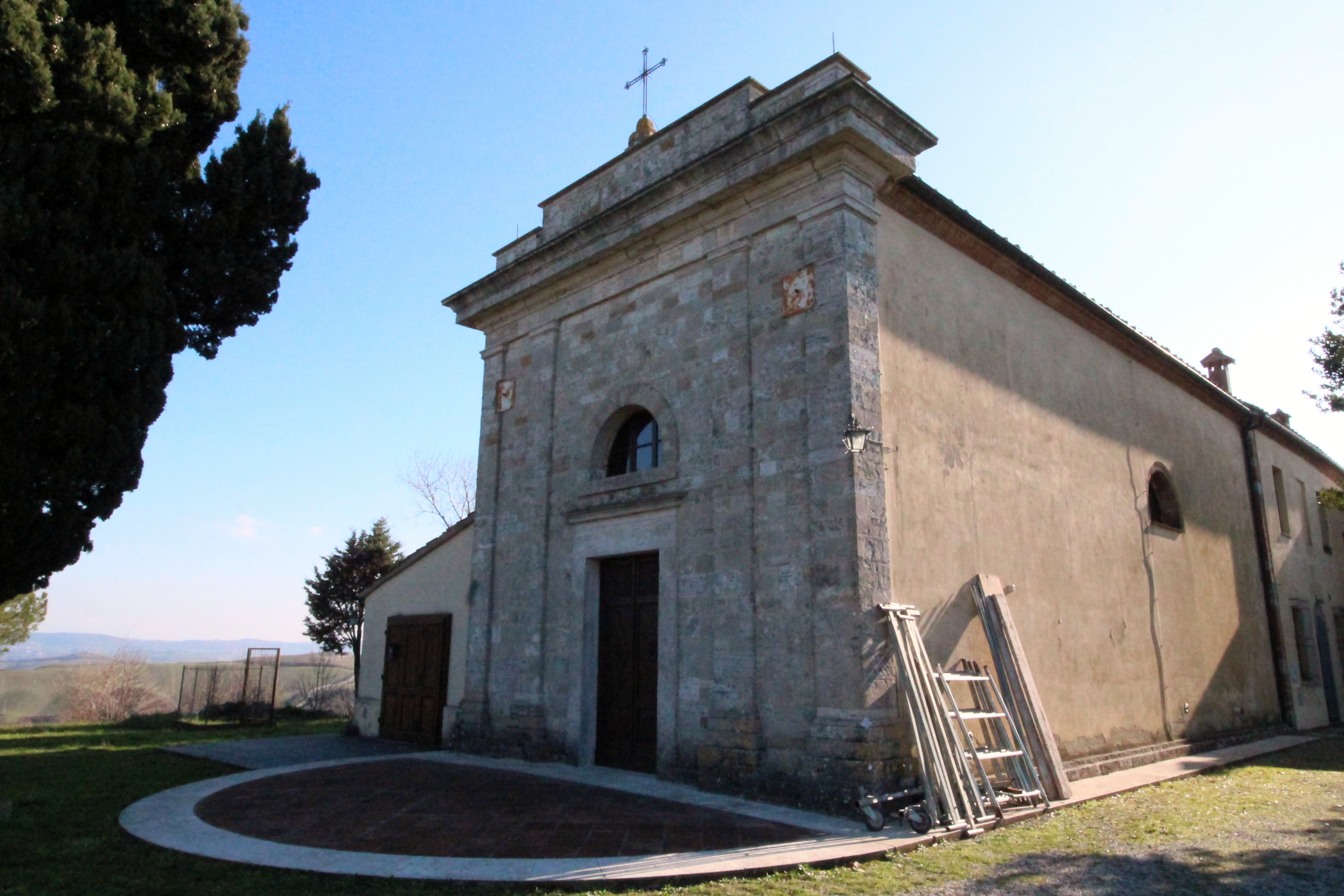
Iglesia parroquial de San Florenzo, en Vescona

La abadía territorial tiene 49 km² y extiende su jurisdicción sobre los fieles católicos de rito latino residentes en 4 parroquias de la comuna de Asciano, en la provincia de Siena de la región de Toscana.

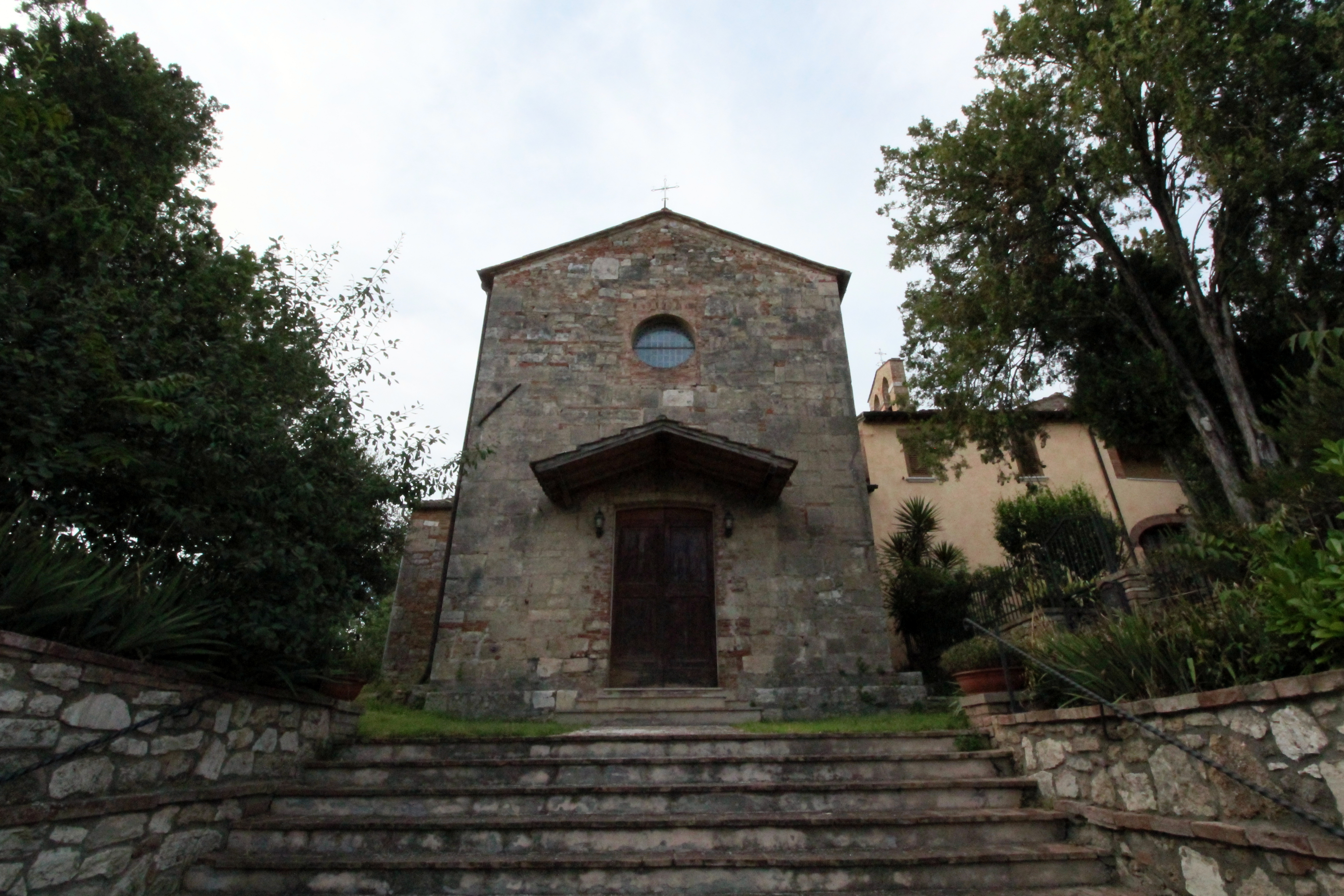
Iglesia parroquial de San Giovanni Battista, en Pievina

La sede de la abadía territorial se encuentra en la fracción de Chiusure en la comuna de Asciano (a 10 km al sur de la localidad de Asciano), en donde se halla la Catedral de la Natividad de María de Monte Oliveto Maggiore. Sus edificios, que son en su mayoría de ladrillo rojo, brillan en contraste con el suelo gris arcilloso y arenoso, el Crete Senesi, que da nombre a esa zona de la Toscana.

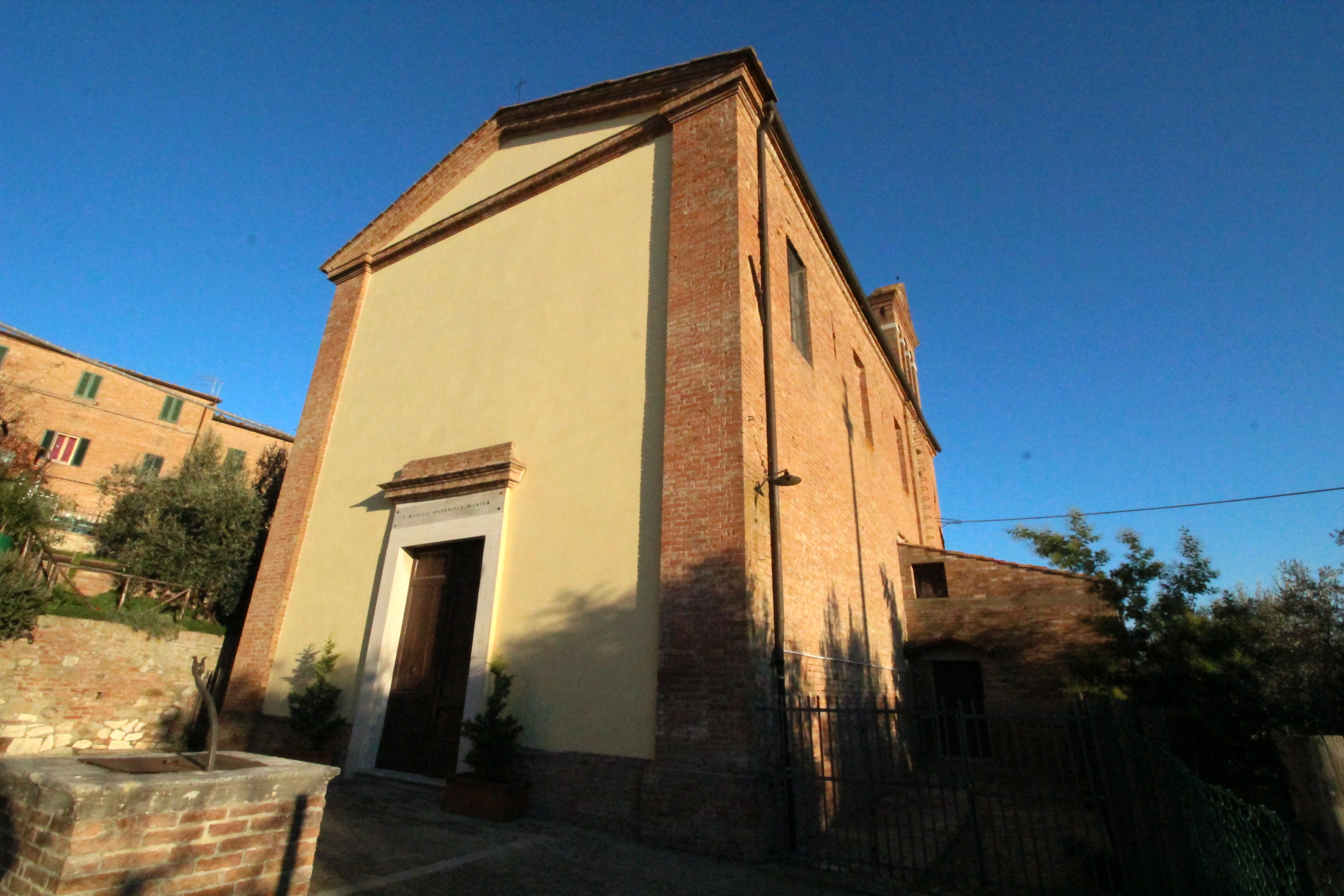
Iglesia parroquial de San Michele Arcangelo, en Chiusure

En 2021 en la abadía territorial existían 4 parroquias:
- Catedral de la Natividad de María de Monte Oliveto Maggiore, en la fracción de Chiusure;
- San Florenzo, en Vescona;
- San Giovanni Battista, en Pievina;
- San Michele Arcangelo, en la fracción de Chiusure.

Todas las parroquias son oficiadas por sacerdotes miembros de la Congregación Olivetana, no hay sacerdotes seculares.
La abadía siempre ha tenido una gran importancia en el territorio de Siena. Sus posesiones llegaban hasta el pueblo de Chiusure y el valle de Asso. El hecho de que también fueran grandes terratenientes significó que los olivetanos también tuvieran un papel en la organización agrícola de la zona de Crete Senesi. La abadía de Monte Oliveto Maggiore es el archicenobio y casa madre de todas las demás comunidades olivetanas del mundo; el abad de Monte Oliveto es abad general ex officio de toda la Congregación Benedictina Olivetana. El monasterio más tarde tomó el nombre de Monte Oliveto Maggiore ("el mayor") para distinguirlo de fundaciones sucesivas en Florencia, San Gimignano, Nápoles y otros lugares.

## Historia

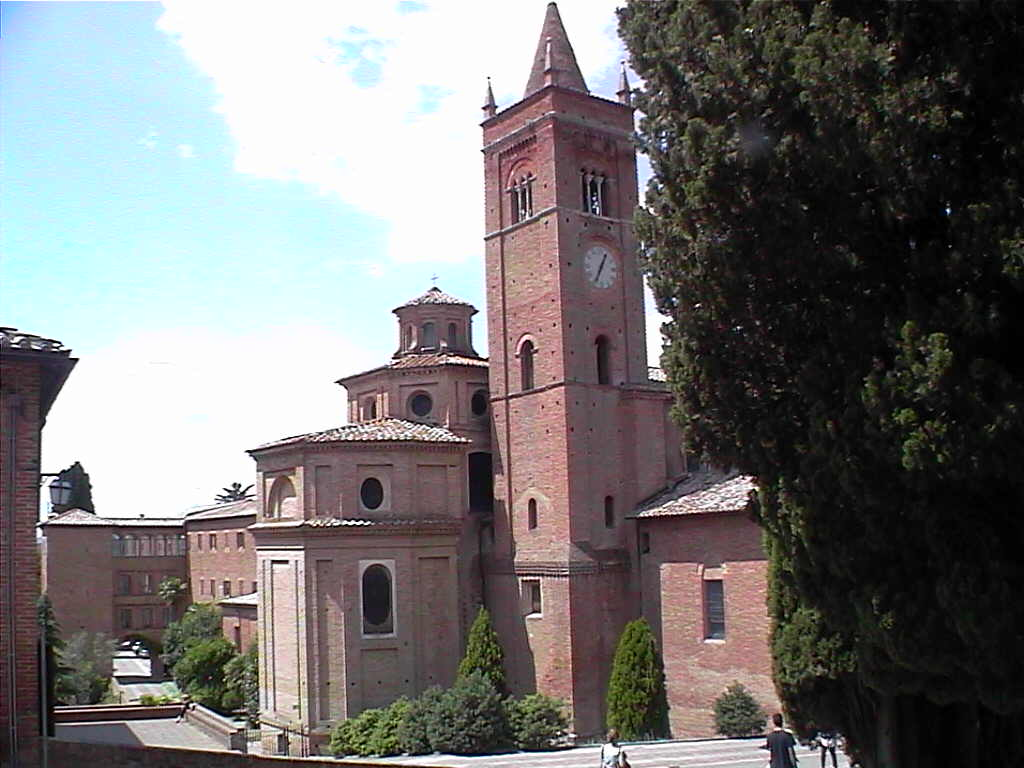
Vista de la abadía

La abadía de Monte Oliveto fue fundada en 1313 por san Bernardo Tolomei (1272-1348), maestro de leyes en el Studio senese y perteneciente a una de las familias nobles más poderosas de Siena. Habiendo cumplido los 40 años de edad, se retiró a este lugar solitario conocido como el desierto de Accona, propiedad de su familia.
La fundación del monasterio fue aprobada en 1319 por el obispo de Arezzo Guido Tarlati, quien impuso a los religiosos la observancia de la regla de san Benito. El nombre su puso en referencia al Monte de los Olivos y en honor a la Pasión de Cristo. La construcción del monasterio se inició en 1320 y en 1344 la nueva Congregación Olivetana fue aprobada oficialmente por el papa Clemente VI.
El 18 de enero de 1766, con la bula Credita divinitus del papa Clemente XIII, Monte Oliveto obtuvo la exención de la jurisdicción de los obispos de Arezzo, erigiéndose así como abbatia nullius dioecesis, privilegio confirmado por el papa León XIII en 1899.
El 1 de mayo de 1953 se instituyó el capítulo de la abadía en virtud de la bula Nullus hominum del papa Pío XII. La iglesia abacial es, por tanto, la catedral del abad ordinario.
Hasta 1947 la abadía no tenía dependencias parroquiales y la jurisdicción del abad se limitaba únicamente a los límites del monasterio. En tres ocasiones diferentes, en 1947, 1963 y 1975, por orden de la Santa Sede, fueron confiadas legalmente a la abadía las parroquias circundantes, todas ellas situadas en el municipio de Asciano y pertenecientes a las diócesis de Arezzo y de Chiusi y Pienza.

## Estadísticas
Según el Anuario Pontificio 2022 la abadía territorial tenía a fines de 2021 un total de 500 fieles bautizados.
| Año                                                                             | Población            | Población | Población      | Sacerdotes | Sacerdotes    | Sacerdotes    | Bautizados por sacerdote | Diáconos permanentes | Religiosos | Religiosos | Parroquias |
| Año                                                                             | Bautizados católicos | Total     | % de católicos | Total      | Clero secular | Clero regular | Bautizados por sacerdote | Diáconos permanentes | Varones    | Mujeres    | Parroquias |
| ------------------------------------------------------------------------------- | -------------------- | --------- | -------------- | ---------- | ------------- | ------------- | ------------------------ | -------------------- | ---------- | ---------- | ---------- |
| 1950                                                                            | 2150                 | 2150      | 100.0          | 26         | 2             | 24            | 82                       |                      | 66         | 3          | 4          |
| 1970                                                                            | 698                  | 698       | 100.0          | 27         | 2             | 25            | 25                       |                      | 53         | 15         | 7          |
| 1980                                                                            | 1519                 | 1522      | 99.8           | 20         | 2             | 18            | 75                       |                      | 46         | 8          | 9          |
| 1990                                                                            | 463                  | 463       | 100.0          | 18         | 1             | 17            | 25                       | 1                    | 28         | 6          | 4          |
| 1997                                                                            | 530                  | 530       | 100.0          | 19         | 1             | 18            | 27                       | 2                    | 26         | 8          | 4          |
| 2000                                                                            | 540                  | 540       | 100.0          | 21         | 1             | 20            | 25                       |                      | 28         | 7          | 4          |
| 2001                                                                            | 540                  | 540       | 100.0          | 19         | 1             | 18            | 28                       |                      | 26         | 6          | 4          |
| 2002                                                                            | 500                  | 500       | 100.0          | 18         | 1             | 17            | 27                       |                      | 25         | 6          | 4          |
| 2003                                                                            | 490                  | 490       | 100.0          | 18         | 1             | 17            | 27                       |                      | 25         | 6          | 4          |
| 2004                                                                            | 500                  | 500       | 100.0          | 18         | 1             | 17            | 27                       | 1                    | 26         | 6          | 4          |
| 2007                                                                            | 480                  | 480       | 100.0          | 16         | 1             | 15            | 30                       |                      | 24         | 6          | 4          |
| 2013                                                                            | 450                  | 450       | 100.0          | 14         |               | 14            | 32                       |                      | 22         | 9          | 4          |
| 2016                                                                            | 475                  | 475       | 100.0          | 11         |               | 11            | 43                       |                      | 25         | 8          | 4          |
| 2019                                                                            | 550                  | 550       | 100.0          | 9          |               | 9             | 61                       |                      | 25         | 6          | 4          |
| 2021                                                                            | 500                  | 520       | 96.2           | 10         |               | 10            | 50                       |                      | 21         | 8          | 4          |
| Fuente: Catholic-Hierarchy, que a su vez toma los datos del Anuario Pontificio. |                      |           |                |            |               |               |                          |                      |            |            |            |

## Episcopologio (abades)
(...)
- Ildebrando Polliuti, O.S.B.Oliv. † (8 de enero de 1899-10 de septiembre de 1917 falleció)
- Mauro Maria Parodi, O.S.B.Oliv. † (10 de septiembre de 1917 por sucesión-1928 falleció)
- Luigi Maria Perego, O.S.B.Oliv. † (15 de octubre de 1928-1946 falleció)
- Pietro Romualdo Maria Zilianti, O.S.B.Oliv. † (24 de septiembre de 1946-1970 renunció)
- Angelo Maria Sabatini, O.S.B.Oliv. † (9 de octubre de 1970-1986 falleció)
- Maurizio Benvenuto Maria Contorni, O.S.B.Oliv. † (25 de noviembre de 1986-1992 renunció)
- Michelangelo Maria Tiribilli, O.S.B.Oliv. (16 de octubre de 1992-21 de octubre de 2010 renunció)
- Diego Gualtiero Rosa, O.S.B.Oliv., desde el 21 de octubre de 2010

## Descripción general del edificio de la abadía

### Interior
Se accede al monasterio a través de un puente levadizo que conduce a un palacio medieval de ladrillo rojo, coronado por una enorme torre cuadrangular con barbacanas y almenas. Este edificio se inició en 1393 como la puerta fortificada del complejo; se completó en 1526 y se restauró en el siglo XIX. Sobre el arco de entrada hay una terracota que representa a Madonna con el niño y Dos ángeles atribuidos a la familia Della Robbia, y otra en las cercanías que representa la bendición de San Benito.
Después de la estructura de la entrada hay una larga calle con cipreses, flanqueada por el jardín botánico de la antigua farmacia (destruido en 1896) y una cisterna de 1533. Al final de la calle se encuentra el campanario, de estilo románico-gótico y el ábside de la iglesia que tiene una fachada gótica. 

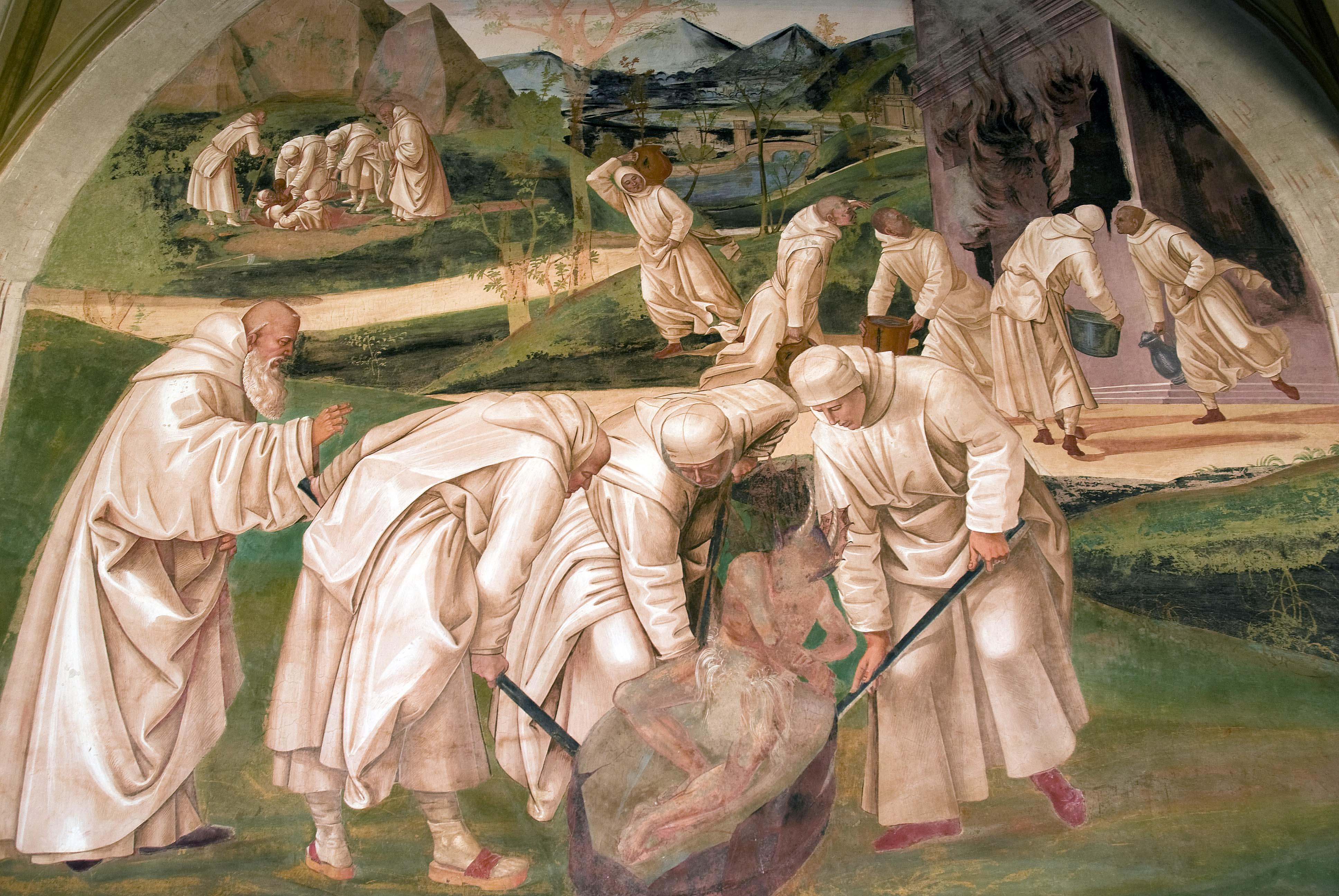
Fresco de Signorelli

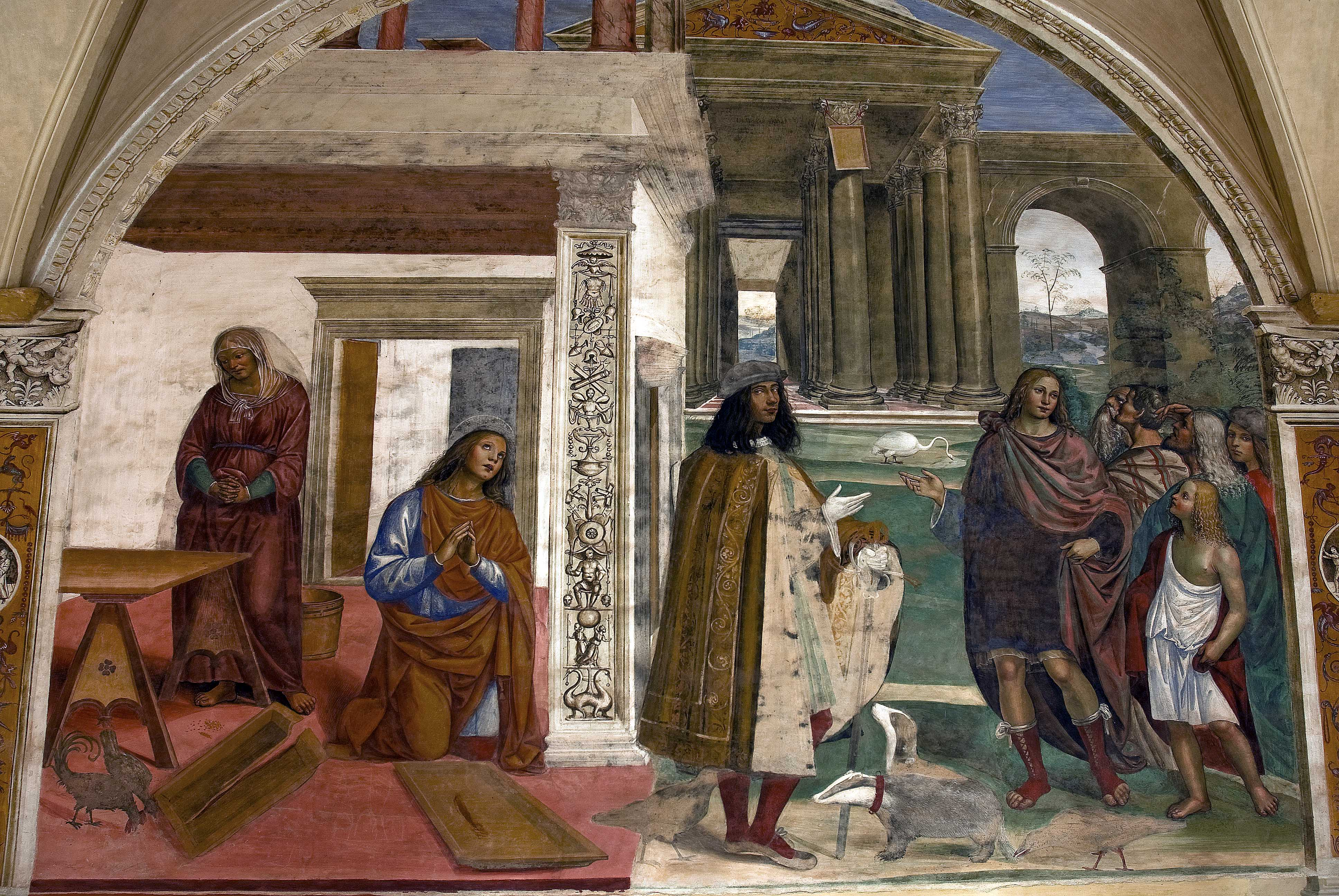
Fresco de il Sodoma

### El Gran Claustro
El Gran Claustro ("Chiostro Grande") tiene planta rectangular y se realizó entre 1426 y 1443. En el lado más antiguo tiene una logia de dos pisos y un foso, que data de 1439. Los frescos de la Vida de San Benito pintados por Luca Signorelli e il Sodoma, ubicados en las lunetas del claustro bajo las bóvedas, se consideran obras maestras del Renacimiento italiano.
La disposición de los frescos sigue el relato de san Gregorio sobre la vida de Benedicto. Las pinturas de Signorelli se ejecutaron en 1497-98, mientras que las de il Sodoma se completaron después de 1505.

### La Iglesia
La entrada a la iglesia está precedida, en el Chiostro Grande, por los frescos de Jesús cargando la cruz, Jesús en la columna y San Benito que dan la regla a los fundadores de Monte Oliveto, toda la obra es de il Sodoma. El atrio de la iglesia se encuentra en el sitio de una iglesia anterior (1319), que muestra en las paredes frescos con el padre Hermits en el desierto y el milagro de San Benito, ambos de un artista sienés desconocido. En un nicho está la "Madonna con un niño entronizado" de Fra Giovanni da Verona.
La iglesia tiene forma de cruz latina. Fue renovada en estilo barroco en 1772 por Giovanni Antinori. La atracción principal es el coro de madera con incrustaciones de Giovanni da Verona, ejecutado en 1503-1505. Es uno de los ejemplos más destacados de tarsia en Europa. La iglesia también alberga un lienzo de Jacopo Ligozzi (Asunción, 1598), detrás del altar mayor, y un crucifijo de madera policromada del siglo XIV, en la Capilla del Sacramento. La sacristía tiene un techo incrustado que data de 1417.

### Chiostro di Mezzo
El Chiostro di Mezzo fue construido en el siglo XV, rodeado por un pórtico con pilastras octogonales. Las obras de arte incluyen una Madonna con el niño y los ángeles del siglo XV y Annunciation de Riccio. Muy cerca se encuentra la entrada al refectorio, decorada con frescos de Fra Paolo Novelli (1670) y, en la pared final, un lienzo de la Última Cena de Lino Dinetto (1948).

### Biblioteca y farmacia
Las escaleras que conducen al primer piso están decoradas con un fresco de il Sodoma que representa la Coronación de María y una de un artista desconocido de la Deposición. Antonio Muller (un artista de Danzig) ejecutó en 1631 un personaje y eventos del Olivetani, mientras que de Giovanni da Verona es un candelabro de madera (1502). Este último artista también fue autor de la biblioteca, que tiene un plano basilical con una nave y dos pasillos divididos por columnas con capiteles corintios (1518). Muy cerca se encuentra la Biblioteca Monástica, que alberga unos 40 000 volúmenes e incunables. Desde la biblioteca se accede a la Farmacia, que alberga, en jarrones del siglo XVII, una colección de hierbas medicinales.

### Definitorio
El nombre Definitorio se refiere a la Sala Capitular (1498), en cuya pared final se encuentra un fresco de Madonna con Niño y santos de Matteo Ripanda (siglo XVI). El salón alberga un pequeño museo de Artes Sagradas, con obras de Segna di Bonaventura (Madonna con Niño), el Maestro de Monte Oliveto (Maestà), Neroccio di Bartolomeo (San Bernardino), Vincenzo Tamagni (Madonna con Niño) y un fresco representando a San Sebastián por un artista de la Escuela Sienese.